# Sericoides livida
Sericoides livida är en skalbaggsart som beskrevs av Germain 1863. Sericoides livida ingår i släktet Sericoides och familjen Melolonthidae. Inga underarter finns listade i Catalogue of Life.